# De Groote Pellicaen

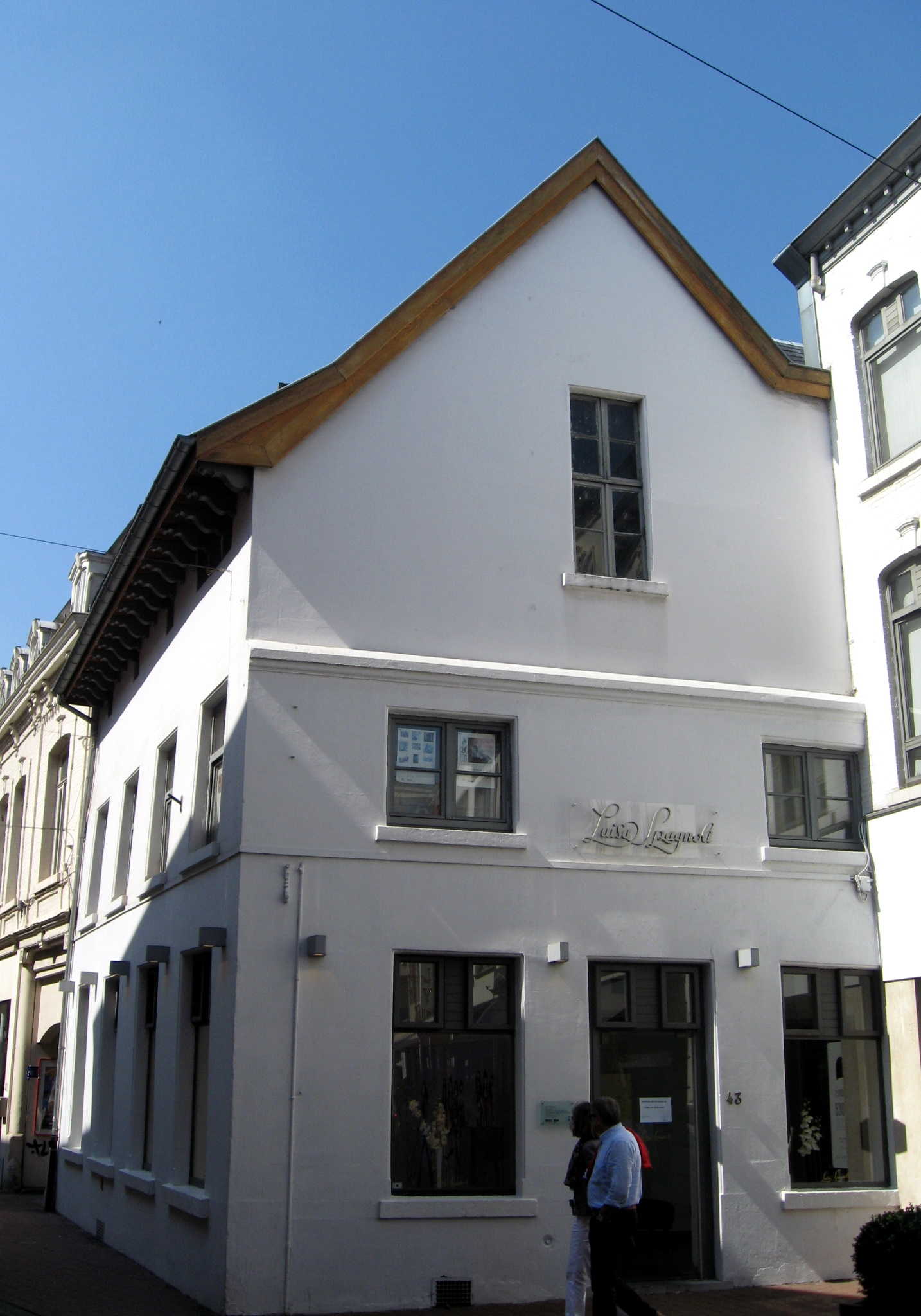
De Groote Pellicaen

De Groote Pellicaen is een huis aan de Kapelstraat 43 te Hasselt.

## Geschiedenis
Van de 14e tot de 2e helft van de 15e eeuw stond hier een pand met de naam Die Oesse. Vanouds was het een herberg en uitspanning, die vanaf de 16e eeuw als De Groote Pellicaen bekendstond. Ze lag aanvankelijk aan een steeg die van de Kapelstraat naar de Aldestraat liep. Er was daar een binnenplein en de gevel aan dit plein was de oorspronkelijke voorgevel van de herberg.
De doorgang is verdwenen, en de oorspronkelijke achtergevel van het huis werd de huidige voorgevel aan de Kapelstraat. Deze gevel werd in het begin van de 20e eeuw aanzienlijk verbouwd. Het binnenplein bestaat overigens nog steeds.
De kern van het huidige gebouw stamt uit 1633. Deze was uitgevoerd in vakwerkbouw. De huidige voor- en zijgevel werden later gewijzigd en bepleisterd.